# 정다소미
정다소미(1990년 11월 23일 ~ )는 대한민국의 양궁 선수로 주 종목은 리커브이다. 현재 현대백화점 소속이다.
인천광역시에서 열린 2014년 아시안 게임 여자 리커브 개인과 단체 결승전에서 금메달을 획득하며 2관왕에 올랐다.

## 학력
- 송정초등학교
- 수원수성여자중학교
- 경기체육고등학교
- 경희대학교

## 같이 보기
- 대한민국 양궁 선수 목록